# Yahya ben Idris ben Umar
Pour les articles homonymes, voir Yahya.
Yahyâ ben Idrîs ben `Umar (berbère : ⵢⴰⵃⵢⴰ ⵓ ⴷⵔⵉⵙ ⵓ ⵄⵓⵎⴰⵕ ; arabe : يحي بن إدريس بن عمر) règne comme sultan idrisside de 904 à 917.

## Histoire

### Le sultan idrisside
Yahyâ ben Idrîs ben Umar succéde à son cousin Yahyâ ben al-Qâsim comme sultan idrisside en 904 sous le nom de Yahya IV.

### Le gouverneur fatimide de Fès
Il doit se soumettre en 917 au gouverneur fatimide de Tahert Messala ibn Habus qui assiège Fès et payer une contribution pour gouverner la ville au nom du calife fatimide Ubayd Allah al-Mahdi tandis que le reste du Maroc est gouverné par l'émir des Meknassa, Mûsâ ben Abî al-Afiya, cousin de Messala. Les Idrissides ne règnent plus que sur le Rif. Les deux hommes entrent en conflit.

### L'exil
Après la seconde expédition au Maghreb de Messala en 921, Yahya est déposé de sa charge de gouverneur de Fès et doit s'exiler à Azila. Le Kutama Rîhan reçoit de Messala le gouvernement de Fès. Plus tard, Yahya tente de gagner l'Ifriqiya, mais il est arrêté et retenu deux ans prisonnier par ben Abî al-Afiya. Libéré, il se réfugie vers 942 à Mahdia où il meurt en 947 alors que la ville est assiégée par Abu Yazid.

## Source
- Ibn Khaldūn Histoire des Berbères et des dynasties musulmanes de l'Afrique ..., Volume 2 traduit par William MacGuckin Slane Impr. du Gouvernement, 1854
- Charles-André Julien, Histoire de l'Afrique du Nord, des origines à 1830, édition originale 1931, réédition Payot, Paris, 1994
- Site Internet en arabe http://www.hukam.net/